# Гетто в Щедрине (Гомельская область)
Гетто в Щедрине́ (Гомельская область) (лето 1941 — 10 марта 1942) — еврейское гетто, место принудительного переселения евреев деревни Щедрин Жлобинского района Гомельской области и близлежащих населённых пунктов в процессе преследования и уничтожения евреев во время оккупации территории Белоруссии войсками нацистской Германии в период Второй мировой войны.

## Оккупация Щедрина и создание гетто
Деревня Щедрин была захвачена немецкими войсками в конце лета 1941 года, и находилась под оккупацией до 27 июня 1944 года.
Реализуя нацистскую программу уничтожения евреев, немцы создавали гетто почти во всех городах и населённых пунктах Беларуси, где проживало еврейское население. Так и в Щедрине оккупанты организовали гетто.
Убийства евреев в Щедрине начались сразу после оккупации. В сообщении «О положении в оккупированных областях Белоруссии» от 19 августа 1941 года П. К. Пономаренко, будущий начальник Центрального штаба партизанского движения, писал: «Еврейское население подвергается беспощадному уничтожению… В местечке Щедрин евреев запрягли в подводы, возили на них клевер, а потом расстреляли. Такие факты многочисленны».

## Условия в гетто

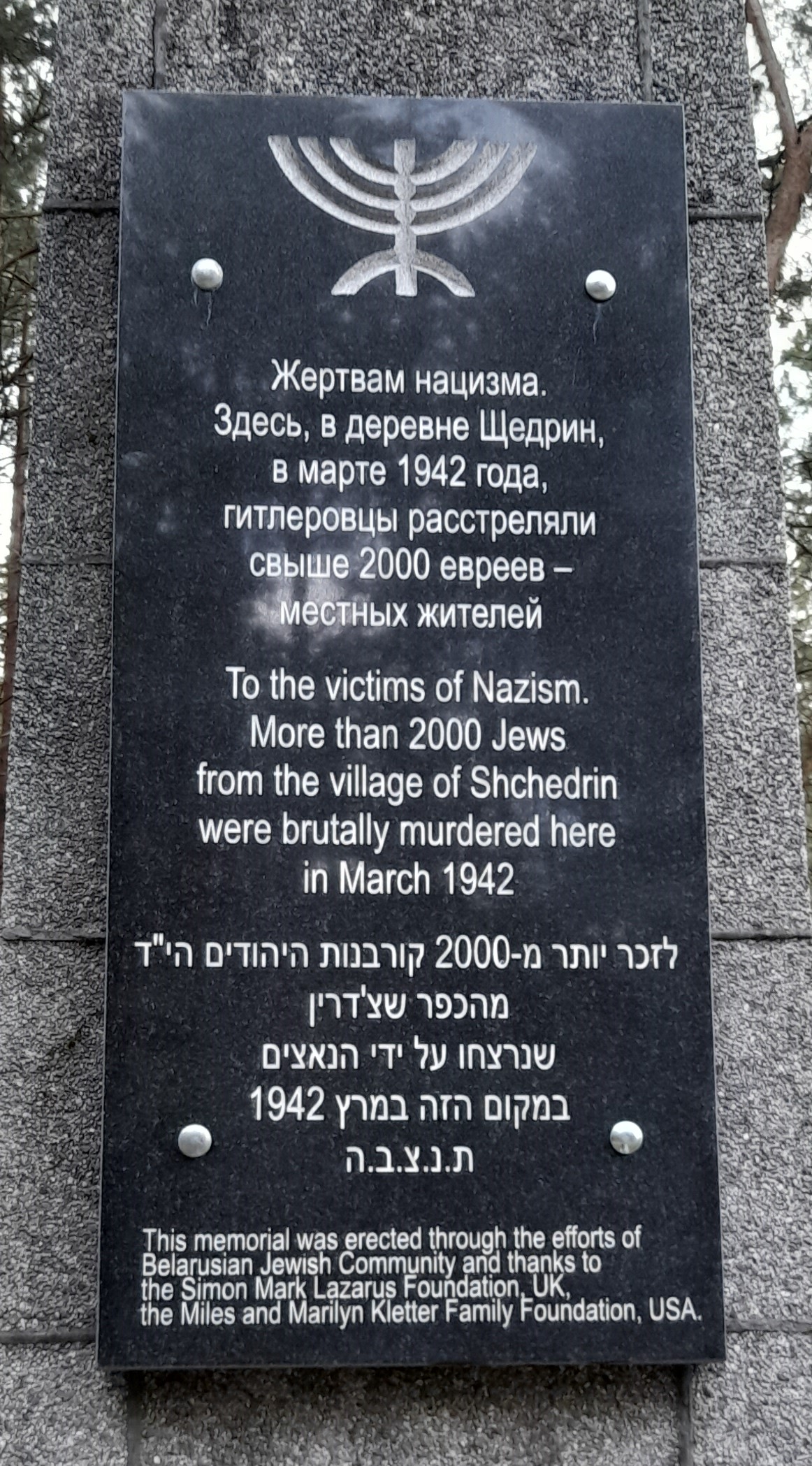

Гетто в деревне было открытого типа — евреев оставили жить в своих домах на одной улице, а остальных переселили к ним. Гетто контролировалось местными полицаями и немецкими жандармами.
Узников использовали на принудительных работах — в основном, в механических мастерских для нужд немецкой армии.
Красивых еврейских девушек немцы согнали в один из домов и использовали там как сексуальных рабынь.

## Уничтожение гетто
С 8 по 10 марта 1942 года во время последней «акции» (таким эвфемизмом нацисты называли организованные ими массовые убийства) на окраине деревни у еврейского кладбища были расстреляны оставшиеся евреи — около 1000 (1500, 2000) человек — в основном женщины, старики и дети. Обречённых людей загоняли в заранее вырытые рвы, убивали и засыпа́ли землёй.

## Случаи спасения и «Праведники народов мира»
В Щедрине два человека — Петрашко Ядвига и Хомутова (Петрашко) Александра — за спасение Аксельрод Софьи и её дочери Беллы были удостоены почетного звания «Праведник народов мира» от израильского мемориального института «Яд Вашем» «в знак глубочайшей признательности за помощь, оказанную еврейскому народу в годы Второй мировой войны».

## Память
Опубликованы неполные списки жертв геноцида евреев в Щедрине.
В 1963 году братская могила евреев на старом еврейском кладбище была огорожена и на ней был установлен обелиск.